# Andrea Luci
Andrea Luci (* 30. März 1985 in Piombino) ist ein italienischer Fußballspieler, der seit Juli 2010 beim AS Livorno unter Vertrag steht.

## Karriere
Andrea Luci, der bevorzugt auf der Position des zentralen Mittelfeldspielers agiert, begann seine aktive Laufbahn beim AC Florenz. Nachdem er dort bis 2002 in der Jugendabteilung verweilt hatte, ging er nach dem Konkurs des Vereins zum italienischen Rekordmeister Juventus Turin. In der Saison 2003/04 gewann er mit der Primavera-Mannschaft den italienischen Pokalwettbewerb in zwei Partien gegen Inter Mailand, der Mittelfeldakteur stand in beiden Partien als Stammspieler im Einsatz. Im selben Jahr gewann er mit der Mannschaft zudem die Coppa Carnevale, bekannt als Torneo di Viareggio. Im Folgejahr gewann er mit der Mannschaft erneut das Torneo di Viareggio. Dabei stand er unter anderem zusammen mit Domenico Criscito, Paolo De Ceglie und Claudio Marchisio im Einsatz.
Nachdem er für die erste Mannschaft von Juventus Turin keine Berücksichtigung gefunden hatte, wurde Luci für die Saison 2005/06 an den damaligen Drittligisten ASD Torres Calcio verliehen. Im Saisonverlauf gelang ihm der Sprung in die Stammelf. Am 20. Spieltag gelang ihm in der Auswärtspartie bei Manfredonia Calcio sein erster Treffer für Torres Calcio, die in Sassari beheimatete Mannschaft gewann mit 3:2 in Manfredonia. Zum Saisonende belegte er mit dem Verein den dritten Rang des Girone B in der drittklassigen Serie C1. Dadurch nahm Luci mit Torres Calcio an den Play-offs zum Aufstieg in die Serie B teil. In zwei Partien unterlag die Mannschaft jedoch gegen den US Grosseto mit jeweils 0:1 und verfehlte somit den möglichen Aufstieg. Nach Ablauf der Leihfrist kehrte der Mittelfeldakteur vorerst wieder nach Turin zurück.
Beim inzwischen aufgrund des aufgedeckten Manipulationsskandals in die Serie B abgestiegenen Rekordmeister wurde Luci jedoch auch eine Ligastufe tiefer nicht für den Kader von Juventus Turin berücksichtigt, da bei den Turinern noch zahlreiche Nationalspieler unter Vertrag standen. Um dennoch regelmäßig Spielpraxis zu sammeln, folgte im Sommer 2006 ein Wechsel auf Leihbasis zum Ligakonkurrenten Pescara Calcio. Bei den Biancoazzurri zählte Luci zum Stammpersonal und absolvierte 32 von 42 Ligapartien in der Saison 2006/07. Sein einziger Torerfolg gelang ihm am vierten Spieltag im Auswärtsspiel bei der AC Cesena, als er beim 3:3-Unentschieden für Pescara ins gegnerische Tor traf. Zum Saisonende belegte der Verein aus den Abruzzen mit 25 Zählern jedoch den letzten Tabellenrang in der zweithöchsten Spielklasse und stieg in die Serie C1 ab.
Danach kehrte der Mittelfeldakteur erneut zu Juventus Turin zurück, wurde jedoch kurz darauf an den Zweitligisten Ascoli Calcio abgegeben. Beim zuvor aus der höchsten Spielklasse abgestiegenen Verein erspielte sich Luci unter Cheftrainer Ivo Iaconi einen Stammplatz und zählte auch unter seinen Nachfolgern zu den Leistungsträgern. Nachdem er mit der Mannschaft in den ersten beiden Jahren Platzierungen auf Rang acht und 16 erreicht hatte, folgte in der Saison 2009/10 durch das Erreichen des neunten Endranges erneut die Sicherung des Ligaerhalts. Im Sommer 2010 unterzeichnete der aus der Toskana stammende Spieler einen Vertrag beim AS Livorno, welcher zuvor aus der Serie A abgestiegen war.